# Grönskan, Vedhamn och Baldersnäs
Grönskan, Vedhamn och Baldersnäs är sedan 2015 en av Statistiska centralbyrån avgränsad och namnsatt tätort på Ingarö i Värmdö kommun i Stockholms län, omfattande bebyggelse i de tre bostadsområdena Grönskan, Vedhamn och Baldersnäs.

## Befolkningsutveckling
| Befolkningsutvecklingen i Grönskan, Vedhamn och Baldersnäs 2015–2020                                 | Befolkningsutvecklingen i Grönskan, Vedhamn och Baldersnäs 2015–2020 | Befolkningsutvecklingen i Grönskan, Vedhamn och Baldersnäs 2015–2020 | Befolkningsutvecklingen i Grönskan, Vedhamn och Baldersnäs 2015–2020 | Befolkningsutvecklingen i Grönskan, Vedhamn och Baldersnäs 2015–2020 |
| --- | -------------------------------------------------------------------- | -------------------------------------------------------------------- | -------------------------------------------------------------------- | -------------------------------------------------------------------- |
| |                                                                      |                                                                      |                                                                      |                                                                      |
| År                                                                                                   |                                                                      |                                                                      | Folkmängd                                                            | Areal (ha)                                                           |
| 2015                                                                                                 | 2015                                                                 |                                                                      | 265                                                                  | 188                                                                  |
| 2020                                                                                                 | 2020                                                                 |                                                                      | 273                                                                  | 191                                                                  |
| Anm.: Ny tätort 2015, var tidigare en småort med samma namn som 2010 hade 238 invånare på 156 hektar |                                                                      |                                                                      |                                                                      |                                                                      |